# کمارنو (اسلواکی)
کُمارنو (مجاری: Komárom, اسلواکی: Komárno) شهری در اسلواکی در محل تلاقی رودهای دانوب و واخ است. از نظر تاریخی کُمارنوی امروزی، «شهر قدیمی» در ساحل چپ دانوب در اسلواکی، به همراه «شهر جدید» در ساحل راست، کُمارُم امروزی در مجارستان، که یک واحد اداری بودند، شکل گرفت.